# Angelika C. Wagner
Angelika C. Wagner (* 15. Juli 1944 in Radeburg; † 9. Juli 2023) war eine deutsche Psychologin und Hochschullehrerin.

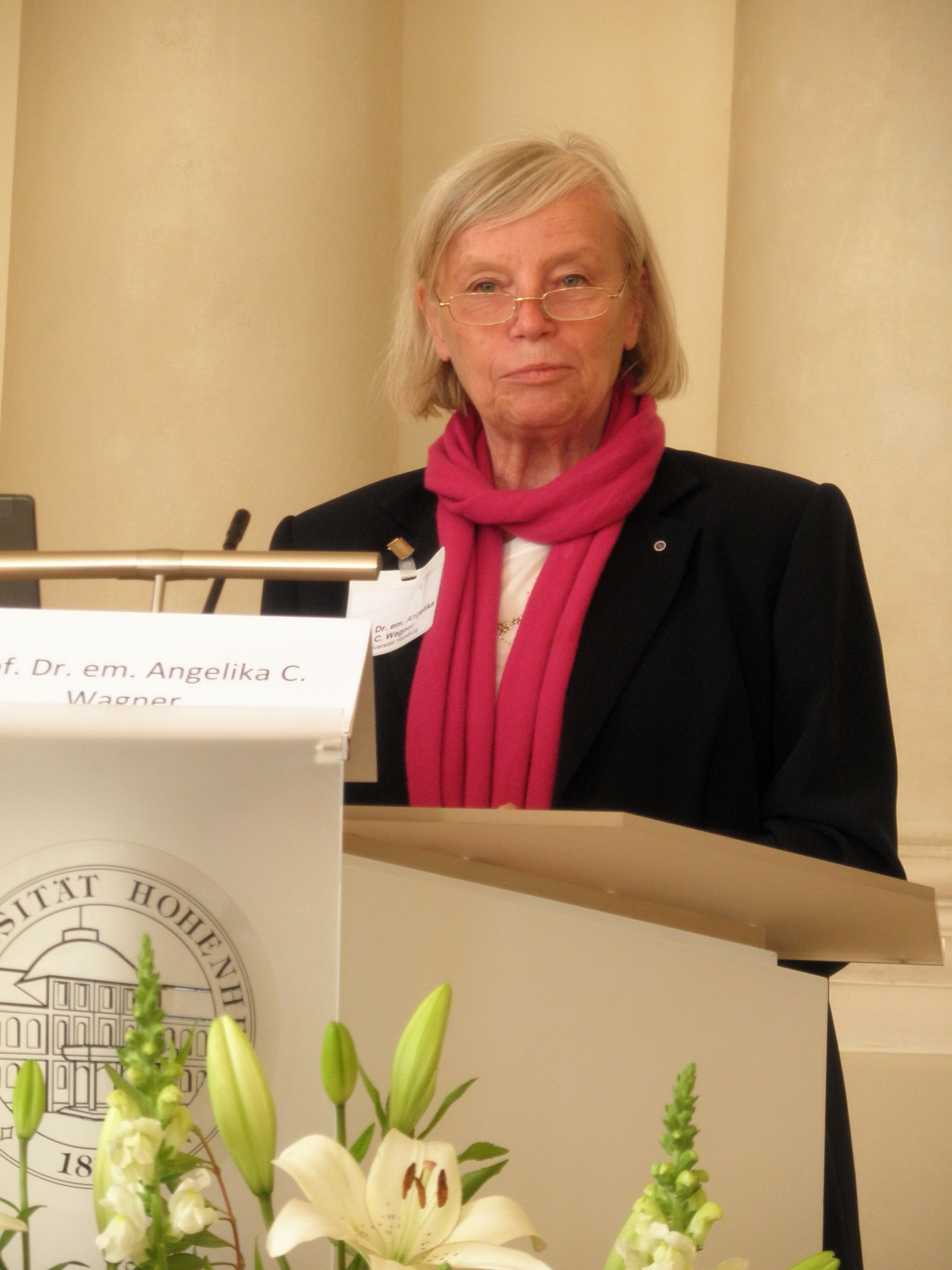
Angelika C. Wagner 2012

## Leben

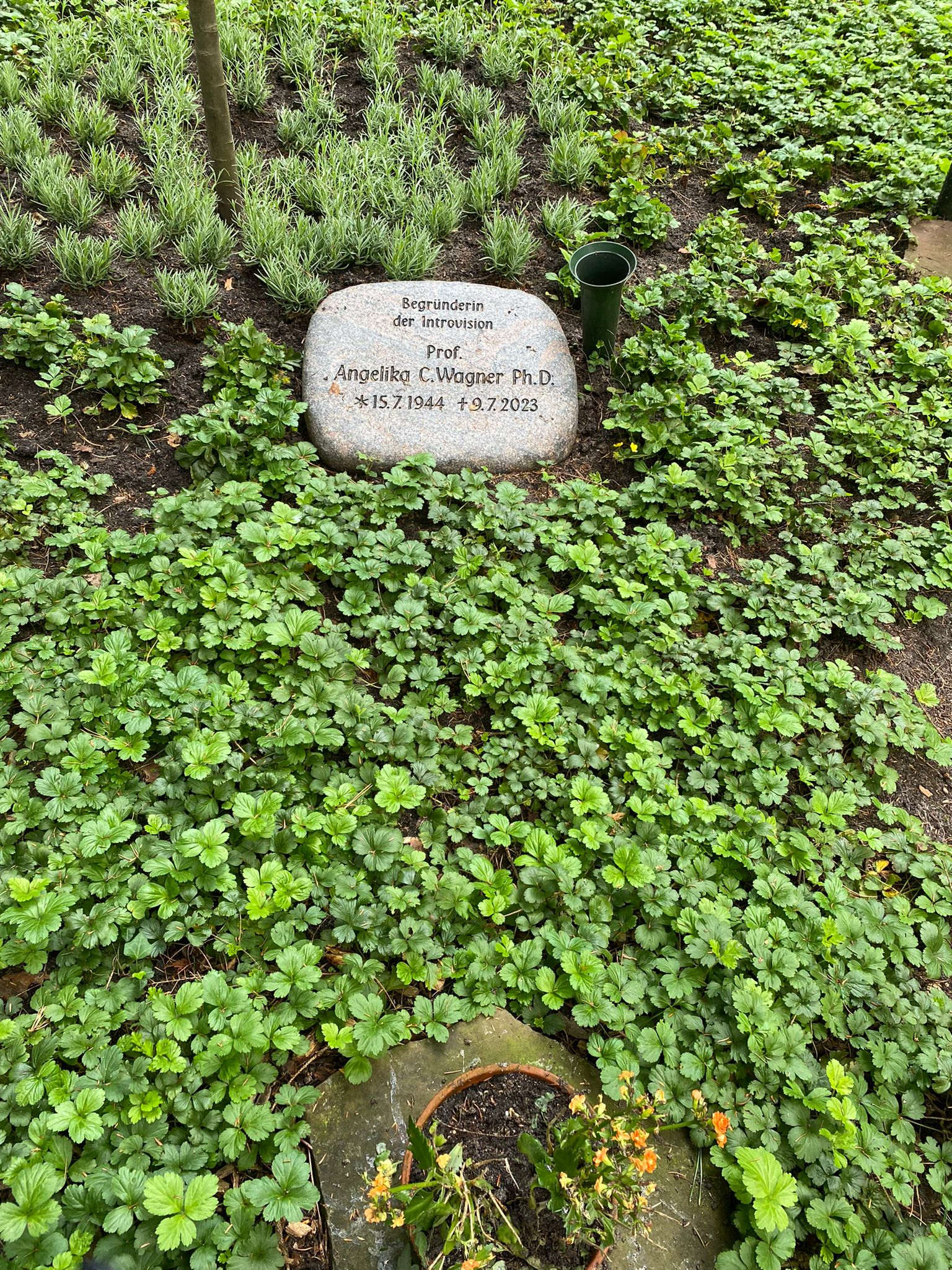
Grabstätte auf dem Waldfriedhof Aumühle

Nach dem Abitur 1963 in Bonn studierte sie von 1963 bis 1967 Mathematik, Geographie, Psychologie und Pädagogik in Bonn und Hamburg (1967 erstes Staatsexamen für das Lehramt an Volks- und Realschulen an der Universität Hamburg). Von 1967 bis 1968 studierte sie Psychologie an der Southern Illinois University Carbondale. Nach der Promotion 1971 (Ph.D.) in Pädagogik und Psychologie an der University of Michigan bei Ronald Lippitt war sie von 1974 bis 1985 Professorin für Psychologie an der PH Reutlingen. Von 1985 bis 2009 lehrte sie als Professorin für Pädagogische Psychologie am Fachbereich Erziehungswissenschaft der Universität Hamburg.
Ihre Forschungsschwerpunkte waren Aufmerksamkeitsförderung, Aufstiegskompetenz von Frauen, Gelassenheit durch Auflösung innerer Konflikte (Introvision), mentale Selbstregulation und Mentoring.
Wagner wurde mit dem Verdienstorden der Bundesrepublik Deutschland (Verdienstkreuz 1. Klasse) ausgezeichnet.
Ihre letzte Ruhestätte erhielt Angelika C. Wagner auf dem Waldfriedhof in Aumühle. 

## Schriften (Auswahl)
- mit Susanne Maier und Ingrid Uttendorfer-Marek: Unterrichtspsychogramme. Was in den Köpfen von Lehrern und Schülern vorgeht. Reinbek 1981, ISBN 3-499-17393-X.
- mit Monika Barz, Susanne Maier-Störmer, Ingrid Uttendorfer-Marek und Renate Weidle: Bewusstseinskonflikte im Schulalltag. Denk-Knoten bei Lehrern und Schülern erkennen und lösen. Weinheim 1984, ISBN 3-407-25087-8.
- Gelassenheit durch Auflösung innerer Konflikte. Mentale Selbstregulation und Introvision. Stuttgart 2011, ISBN 978-3-17-021446-0.
- mit Renate Kosuch und Telse Iwers: Introvision. Problemen gelassen ins Auge schauen. Eine Einführung. Stuttgart 2020, ISBN 3-17-037910-0.